# Josip Ćuk
Josip Ćuk (Donja Stubica, 19. ožujka 1936. - Zagreb, 25. travnja 2019.), bio je hrvatski športski strijelac. Natjecao se za Jugoslaviju.
Natjecao se na Olimpijskim igrama 1960. U disciplini puška 300 metara (3 x 40 hitaca) osvojio je 23. mjesto. Na istim je Igrama nastupio u prednatjecanju u disciplini MK puška 50 metara (60 hitaca, ležeći).
Na svjetskom prvenstvu 1954. ekipno je osvojio srebrnu medalju u disciplini puška 300 metara u ekipnoj konkurenciji. Na Mediteranskim igrama 1959. osvojio je dvije zlatne (MK puška 50 metara: 60 hitaca, ležeći i 3 x 40 hitaca, pojedinačno) i jednu brončanu medalju (MK puška 50 metara, ekipno).
Bio je član Zagreba 1786 i Duba iz Haludova.